# 대구동문초등학교
대구동문초등학교는 대한민국 대구광역시 수성구 만촌동에 있는 초등학교다.

## 연혁
- 1982-12-06 대구수촌국민학교 설립인가
- 1983-03-02 대구효목국민학교에서 분리 개교(2-5학년 12학급)
- 1983-06-16 개교식 거행
- 1985-02-16 제1회 졸업식(202명)
- 1985-03-01 대구동문국민학교로 교명 변경
- 1996-03-01 대구광역시 교위 지정 독서 교육 시범학교 운영(2년간), 대구동문초등학교로 교명 변경
- 2004-01-01 교육감지정 초등학교 교육특구 지정
- 2006-03-01 문화재청 요청 문화 유산 연구학교 지정
- 2007-01-19 인조잔디 운동장 조성
- 2008-09-17 학교환경개선 사업 완공
- 2009-02-02 급식실 현대화 및 영어 체험 학습실 구축
- 2010-02-23 과학실 현대화, 특수학급 및 보육교실 신설
- 2012-03-01 병설유치원 1학급 신설(종일반 운영)
- 2014-03-01 대구광역시교육청 지정 교실수업개선 시범학교 운영(2년간)
- 2015-02-13 제31회 졸업(44명), 총 졸업생 수 4,136명
- 2015-03-01 김미경 교장선생님 부임, 14학급(특수1학급) 편성